# Стомиеви
Стомиевите (Stomiidae) са семейство актиноптери от разред Стомиоподобни (Stomiiformes).
Таксонът е описан за пръв път от Питер Блекер през 1859 година.

## Родове
- Aristostomias
- Astronesthes
- Bathophilus – Батофили
- Borostomias
- Chauliodus
- Chirostomias
- Echiostoma
- Eupogonesthes
- Eustomias
- Flagellostomias
- Grammatostomias
- Heterophotus
- Idiacanthus – Идиаканти
- Leptostomias
- Malacosteus
- Melanostomias
- Neonesthes
- Odontostomias
- Opostomias
- Pachystomias
- Photonectes
- Photostomias – Фотостоми
- Rhadinesthes
- Stomias
- Tactostoma
- Thysanactis
- Trigonolampa